# بوكلينجتون (إنجلترا)
بوكلينجتون(بالإنجليزية: Pocklington)‏ هي بلدة سوق وبلدية مدنية تقع في أسفل تلال يوركشاير في شرق يوركشاير، إنجلترا. أسفر تعداد السكان لعام 2011 عن تسجيل عدد سكانها بواقع 8337 نسمة. تقع على بعد 13 ميلاً (21 كيلومترًا) شرق مدينة يورك وعلى بعد 22 ميلاً (35 كيلومترًا) شمال غرب مدينة هال.
يتميز أفق المدينة بالبرج الغربي الذي يعود تاريخه إلى القرن الخامس عشر لكنيسة أبرشية جميع القديسين.
تقع بوكلينجتون في وسط أبرشية بوكلينجتون الكنسية، والتي أيضا تضم أيضًا قرية كيلنويك بيرسي والمزارع والمنازل النائية.

## التاريخ

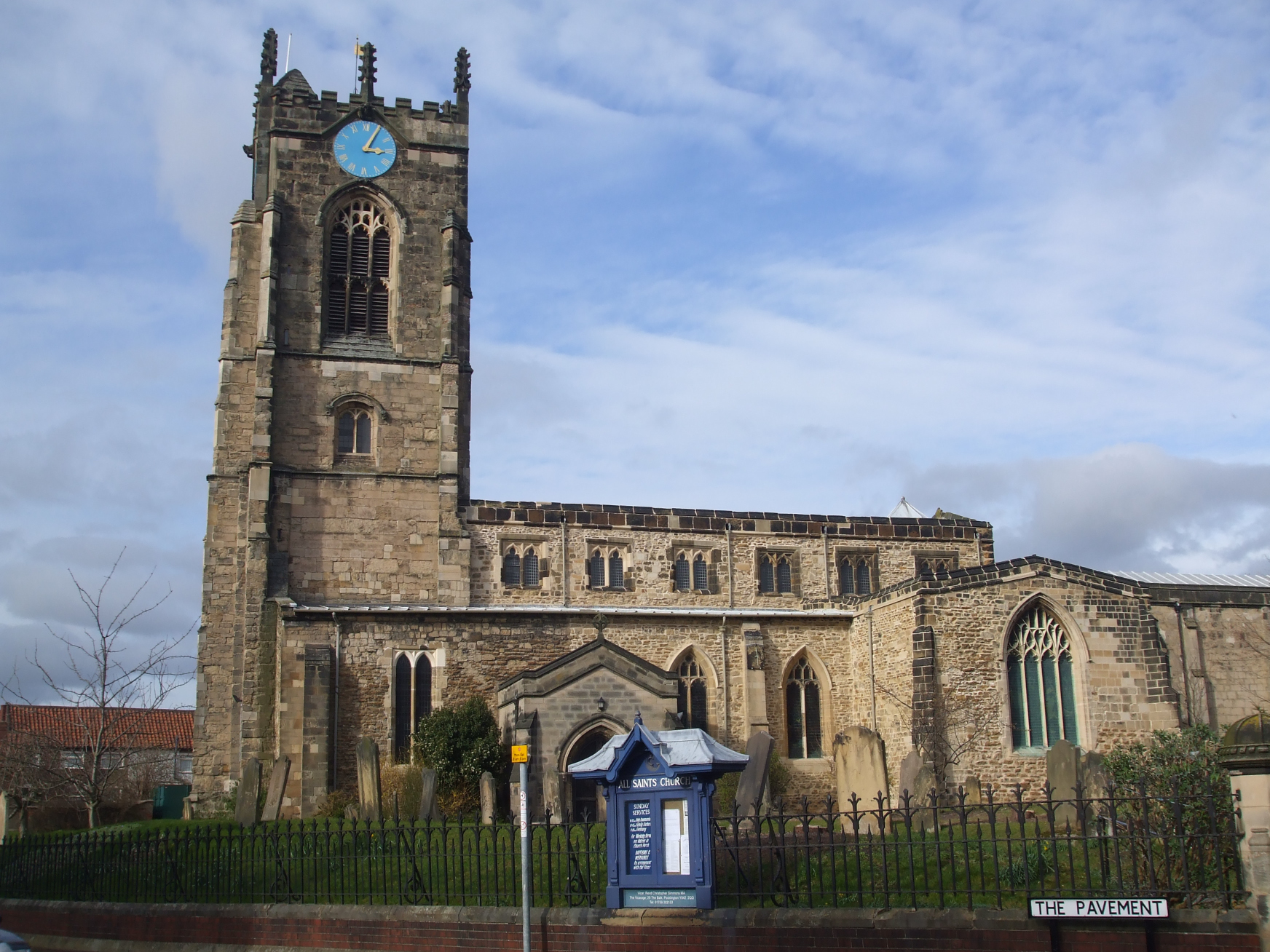
كنيسة جميع القديسين في بوكلينجتون.

يعود اسم بوكلينجتون إلى الإنجليزية القديمة "بوكلينتون" من المستوطنة الأنغلية لشعب بوسيل (أو بوسيلا) وكلمة الإنجليزية القديمة "تون" التي تعني مزرعة أو مستوطنة. على الرغم من أن اسم البلدة يمكن تتبعه فقط إلى حوالي عام 650 ميلادي، إلا أن الاستيطان في بوكلينجتون كموقع يُعتقد أنه يعود إلى ما يقرب من 1,000 عام أو أكثر إلى عصر البرونز. تظهر بوكلينجتون على خريطة غوف القرن الرابع عشر، وهي أقدم خريطة طرق في بريطانيا العظمى.
في العصر الحديد، كانت بوكلينجتون مدينة رئيسية لقبيلة باريسي. في عام 2017، تم اكتشاف قبر محارب سلتي، يعود تاريخه إلى حوالي 320 قبل الميلاد إلى 174 قبل الميلاد، في مشروع إنشاء منازل سكنية قيد التنفيذ. بعد أن أكمل علماء الآثار مشروع حفر طويل جداً، تبين أن الموقع يحتوي على درع من البرونز، وبقايا عربة، وعظام حصان. يشبه زعانف درع بوكلينجتون درع واندزوورث (حوالي 350 إلى 150 قبل الميلاد) في المتحف البريطاني. عنصر التصميم الوحيد على الدرع بوكلينجتون المحفوظ بشكل جيد للغاية، وهو حافة مجردة، "غير قابل للمقارنة مع أي اكتشافات أخرى من العصر الحديد عبر أوروبا، مما يزيد من قيمته وفرادته القيمة"، علقت بولا وير، المديرة التنفيذية لشركة MAP للممارسات الأثرية المحدودة، في أواخر عام 2019. كان من النادر أن يتم تضمين الخيول في مراسيم الدفن في العصور الحديدية، مما يجعل هذا الاكتشاف ذا أهمية خاصة. "من المتوقع أن توسع هذه الاكتشافات فهمنا لثقافة آراس (العصر الحديدي الأوسط) وتاريخ القطع الأثرية إلى سياقات آمنة،" وفقًا لبولا وير.

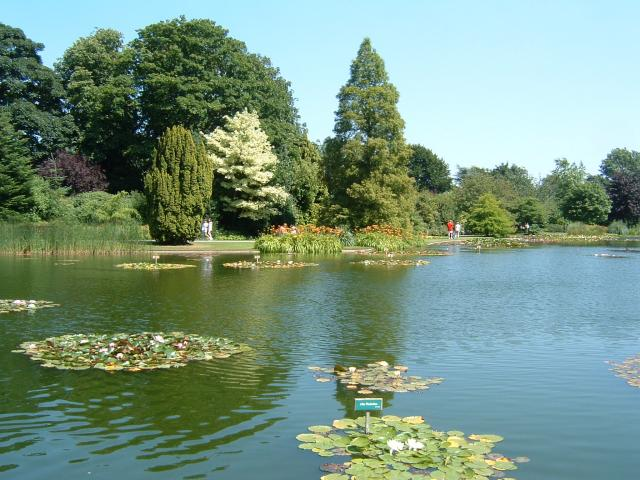
حدائق برنبي هول.

بحلول وقت كتاب يوم القيامة عام 1086، كانت ثاني أكبر مستوطنة في يوركشاير بعد يورك نفسها.
تطورت بوكلينجتون عبر العصور الوسطى بينما سقطت العديد من الأماكن المماثلة في انخفاض درامي. يرجع الكثير من ازدهار بوكلينجتون في العصور الوسطى إلى حقيقة أنها كانت مركزًا محليًا لتجارة الصوف وكانت على الطريق الرئيسي إلى يورك، وهو مركز وطني مهم لتصدير الصوف إلى القارة الأوروبية. كانت الصوف هو الصادر الرئيسي لإنجلترا في العصور الوسطى الأوائل.

### شعارات المدينة
يعتمد شعار درع المدينة على شعار عائلة دولمان، مؤسسي مدرسة بوكلينجتون. مُنحت الأسلحة لمجلس المدينة في عام 1980. التاج الموجود في قاعدة الدرع هو شعار القديسين، ويرمز إلى جانب الصليب الذهبي إلى الارتباط التاريخي للمدينة مع باولينوس يورك ورئيس أساقفة يورك.
شعار المدينة هو "الخدمة بالحرية". 

## الحكم

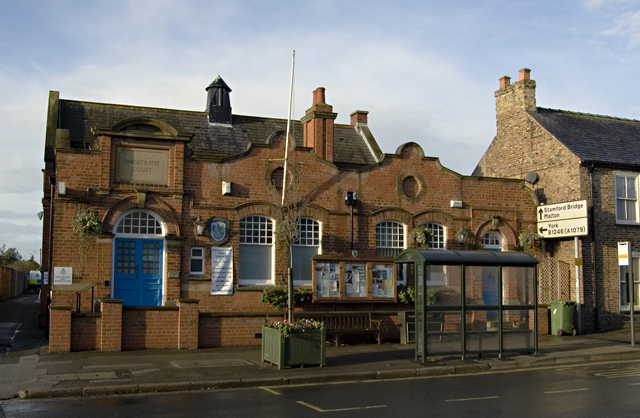
المحكمة القديمة.

بوكلينجتون تقع تحت مجلس شرق يوركشاير، وهو سلطة موحدة. تعتبر البلدة جزءًا من دائرة بوكلينجتون الانتخابية البروفينسية وتختار ثلاثة أعضاء مجلس البلدية.
منذ عام 2001، أصبحت بوكلينجتون جزءًا من دائرة شرق يوركشاير الانتخابية للبرلمان. المقعد محتفظ حاليًا بالحزب الحاكم وهو في حوزة غريغ نايت عن حزب المحافظين. 
مجلس بلدة بوكلينجتون يتألف من ثلاثة عشر عضوًا منتخبًا وهو مسؤول عن المقبرة وأراضي الزراعة وملعب اللعب في منطقة كروفت ومركز الفنون. يتم انتخاب رئيس بلدية بوكلينجتون سنويًا من قبل أعضاء مجلس البلدة.

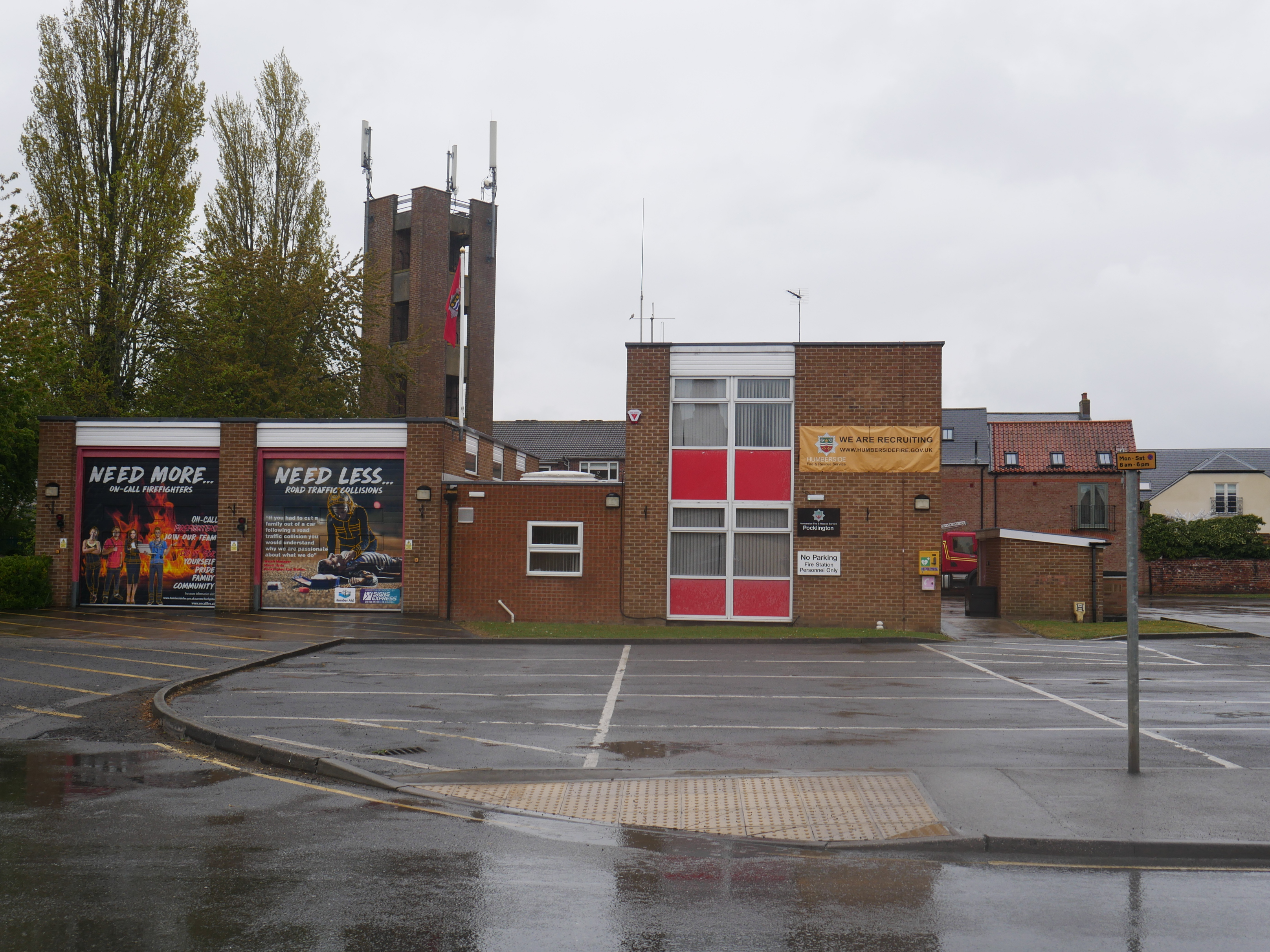
محطة إطفاء بوكلينجتون.

المجلس البلدي للبلدة لديه سياسة تسمية كافة الشوارع الجديدة باستخدام أسماء الجنود الذين قضوا في الحرب وخدموا في قاعدة القوات الجوية الملكية بوكلينغتون. وقد أسفرت هذه السياسة عن تسمية شوارع بأسماء مثل "شارع ستروذر"، و"شارع وايت"، و"شارع جاريك"، و"شارع تيرنبول"، و"شارع هاربر". هناك بعض الجدل المحيط بهذه السياسة، حيث يعتقد أحد السكان المحليين أن أبطال الحرب من بوكلينغتون ومن بارمبي مور القريبة يجب أن يتم تكريمهم بهذا الشكل أيضًا.

## الجغرافيا

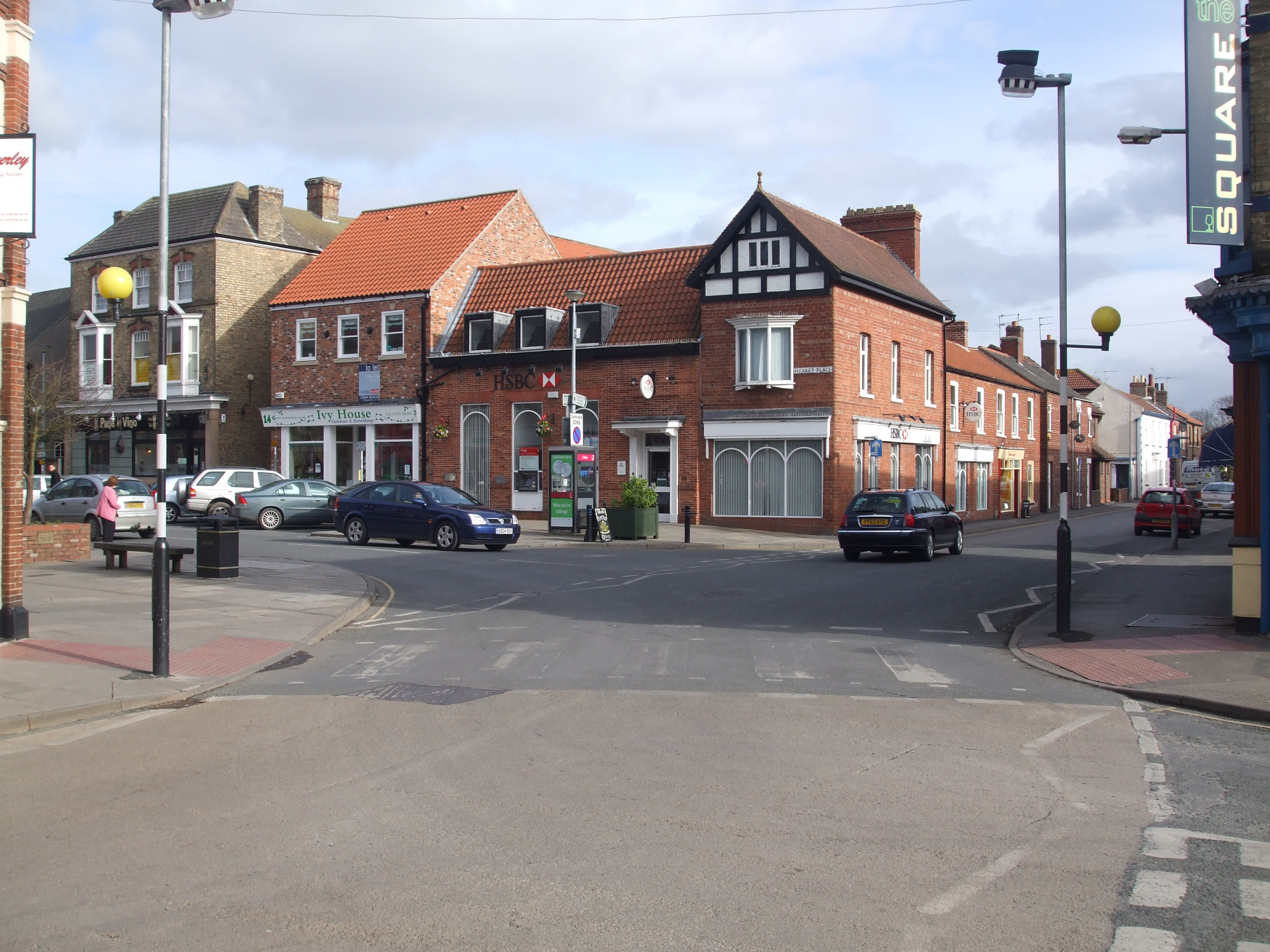
مكان السوق، شارع ريجنت، تقاطع شارع السكك الحديدية

بوكلينغتون هي مستوطنة تقع على خط ينابيع في قاعة التضاريس في أسفل جبال يوركشاير الشرقية. الصخور الواقعة أسفل هذا المنطقة تم رصفها على قاع محيط استوائي. عندما ارتفعت الأرض، تكونت التضاريس الجيرية من قذائف الكائنات الدقيقة التي تغطي قاع البحر. لذا تتفاوت المناظر الطبيعية حول بوكلينغتون بين الأراضي الزراعية المستوية والمخصصة بشكل رئيسي للزراعة إلى الجنوب والغرب، والتلال الجيرية والأودية الجافة والمروج إلى الشمال والشرق. تم استعادة الكثير من الأراضي الزراعية المستوية في وقت لاحق من العصور الوسطى من الأراضي المستنقعية. بوكلينغتون تمت مرورها بالكامل من خلال تجمع مياه البوكلينغتون بيك، وهو نهر صغير يغذي قناة بوكلينغتون السانية. عادةً ما تكون المياه المتدفقة والقناة أماكن جيدة لصيد الأسماك، ولكن في عام 2003، تسبب تجاوز صرف صحي في قتل آلاف الأسماك وتضرر بشكل كبير النظام البيئي، الذي استعادته الآن.

## الديموغرافيا
وفقًا لتعداد المملكة المتحدة لعام 2011 ، بلغ عدد سكان أبرشية بوكلينجتون 8,337 نسمة، بزيادة عن رقم تعداد المملكة المتحدة لعام 2001 البالغ 7,632 نسمة.
الرعية المدنية ليست متنوعة عرقيًا، حيث أفاد تعداد المملكة المتحدة لعام 2001 أن 98.4٪ من السكان البالغ عددهم 7632 نسمة هم من البيض.
يتمتع مقاطعة شرق يوركشاير بمستوى أعلى من المعتقد المسيحي من المعدل العام ومعدل أقل بكثير من مراعاة للأديان الأخرى وأولئك الذين ليس لديهم ديانة. يمكن أن يعزى ذلك إلى نقص التنوع العرقي المذكور أعلاه في المنطقة.

### الرياضة
شُكل أول نادي للرجبي في بوكلينجتون، وهو نادي بوكلينجتون إف سي، في عام 1885 يلعب النادي الحالي، الذي تأسس في عام 1928، في نادي نورث بريميير ويستضيف أيضًا بطولة "Good Friday Sevens" التقليدية - وهي أطول بطولة للسباعيات في يوركشاير والتي تم إطلاقها في عام 1958 والحدث الرياضي الأول في بوكلينجتون، والذي يشهد فعاليات محلية ومحلية على مستوى المقاطعة وحتى دولية. تتنافس الفرق.

## المشاهير
- بول بانكس ، عازف جيتار.
- مات براش ، طبيب بيطري مشهور.[19]
- توماس كوك ، صانع الأدوات العلمية في القرن التاسع عشر، ولد في أليرثورب القريبة [20]
- ريتشارد هيرينج ، ممثل كوميدي، ولد في بوكلينجتون [21]
- جوزيف ماليت لامبرت ، مؤلف ومصلح اجتماعي من القرن التاسع عشر
- ويليام ريتشاردسون (عالم فلك) (1797–1872)، عالم فلك ولد في بوكلينجتون [22]
- جورج هربرت ستانسر ، راكب دراجة وصحفي ومسؤول عن ركوب الدراجات
- السير توم ستوبارد OM، البنك المركزي المصري، كاتب مسرحي
- جوزيف تيري (1793–1850)، مؤسس شركة جوزيف تيري وأولاده ، صانع حلويات وصناعي [23]
- روب ويبر ، لاعب سيل شاركس ولاعب اتحاد الرجبي الإنجليزي
- ويليام ويلبرفورس ، ناشط مناهض للعبودية في القرن الثامن عشر [24]
- مايكل وودز ، لاعب كرة قدم، ورابع أصغر لاعب يلعب مع تشيلسي على الإطلاق.